# Coupe du monde de course en montagne 2022
Navigation
2021 2023
La Coupe du monde de course en montagne 2022 est la vingt-troisième édition de la Coupe du monde de course en montagne, compétition internationale de courses en montagne organisée par l'association mondiale de course en montagne.

## Règlement
Les courses sont réparties en trois formats distincts :
- Vertical : distance d'environ 3 à 8 km avec un dénivelé positif compris entre 750 et 1 000 m (150 à 250 m/km)
- Classique : distance d'environ 9 à 21 km, dénivelé positif et négatif entre 100 et 150 m/km
- Long : distance d'environ 22 à 45 km, dénivelé positif et négatif entre 80 et 120 m/km

Le calcul des points est identique dans les catégories féminines et masculines. En plus du classement général, un classement par format est effectué. Le score final de chaque catégorie cumule les 3 meilleures performances de la saison et celui général, les 6 meilleures performances toutes catégories confondues.
Un bonus de 5 points est accordé aux participants de la finale générale, à Chiavenna. Les athlètes doivent terminer dans les points (15 premières places) afin de recevoir le bonus.
| Classement                     | 1er | 2e | 3e | 4e | 5e | 6e | 7e | 8e | 9e | 10e | 11e | 12e | 13e | 14e | 15e |
| ------------------------------ | --- | -- | -- | -- | -- | -- | -- | -- | -- | --- | --- | --- | --- | --- | --- |
| Points pour les courses Gold   | 50  | 40 | 30 | 25 | 20 | 18 | 16 | 14 | 12 | 10  | 8   | 6   | 4   | 2   | 1   |
| Points pour les courses Silver | 20  | 17 | 14 | 12 | 10 | 7  | 5  | 4  | 3  | 2   | 0   | 0   | 0   | 0   | 0   |

## Programme
Le calendrier se compose de douze courses principales labellisées « Gold », réparties sur neuf événements comprenant cinq courses classiques, quatre courses verticales et trois courses longues.
En plus du calendrier principal des courses labellisées « Gold », cinq autres courses supplémentaires, labellisées « Silver », offrent des occasions supplémentaires aux athlètes de marquer des points dans une moindre mesure, avec entre autres de nouvelles courses dans des pays pas encore visités, comme l'Irlande et le Pérou.

### Courses Gold
| Nom de la course                    | Distance | Dénivelé            | Pays     | Date              | Type      |
| ----------------------------------- | -------- | ------------------- | -------- | ----------------- | --------- |
| Montemuro Vertical Run              | 9,5 km   | +980 m              | Portugal | 19 juin 2022      | classique |
| Course de montagne du Grossglockner | 13,4 km  | +1 265 m / -150 m   | Autriche | 10 juillet 2022   | classique |
| Montée du Nid d'Aigle               | 19,5 km  | +2 000 m / -100 m   | France   | 16 juillet 2022   | classique |
| Giir di Mont Uphill                 | 9 km     | +1 040 m            | Italie   | 30 juillet 2022   | vertical  |
| Giir di Mont                        | 32 km    | +2 400 m            | Italie   | 31 juillet 2022   | long      |
| Sierre-Zinal                        | 31 km    | +2 200 m / -1 100 m | Suisse   | 13 août 2022      | long      |
| Vertical Nasego                     | 4,2 km   | +1 000 m            | Italie   | 3 septembre 2022  | vertical  |
| Trophée Nasego                      | 20,6 km  | +1 336 m/-1 039 m   | Italie   | 4 septembre 2022  | long      |
| Canfranc-Canfranc Vertical          | 4,4 km   | +927 m              | Espagne  | 9 septembre 2022  | vertical  |
| Canfranc-Canfranc 16K               | 16 km    | +/-1 590 m          | Espagne  | 11 septembre 2022 | long      |
| Zumaia Flysch Trail Maratoia Erdia  | 22,2 km  | +/-850 m            | Espagne  | 2 octobre 2022    | long      |
| Kilomètre vertical Chiavenna-Lagùnc | 3,3 km   | +1 000 m            | Italie   | 8 octobre 2022    | vertical  |

### Courses Silver
| Nom de la course          | Distance | Dénivelé            | Pays     | Date             | Type      |
| ------------------------- | -------- | ------------------- | -------- | ---------------- | --------- |
| Seven Sisters Skyline     | 30 km    | +/-2 100 m          | Irlande  | 21 mai 2022      | long      |
| One Hundred Douro Paiva   | 45 km    | +/-3 000 m          | Portugal | 2 juillet 2022   | long      |
| Semi-marathon de Krkonoše | 21 km    | +1 200 m / -1 220 m | Tchéquie | 7 août 2022      | classique |
| Andes Race                | 30 km    | +1 050 m / -2 020 m | Pérou    | 27 août 2022     | long      |
| Course de Šmarna Gora     | 10 km    | +710 m / -350 m     | Slovénie | 1er octobre 2022 | classique |

## Résultats

### Résultats détaillés Long

#### Hommes
Seule une poignée de coureurs américains viennent défier les favoris locaux de la Seven Sisters Skyline. Un trio de tête formé des Irlandais Ruairí Long et Shaun Stewart ainsi que de l'Américain Paddy O'Leary se détache en tête. Ruairí Long parvient à prendre l'avantage pour s'offrir la victoire en 3 h 29 min 59 s, établissant un nouveau record du parcours. Paddy O'Leary et Shaun Stewart complètent le podium.
En l'absence de concurrence internationale à la course One Hundred Douro Paiva, le coureur local Germano Figueira crée la surprise en dominant la course du début à la fin pour remporter la victoire. Ses compatriotes Ricardo Rodrigues et Alexandre Blasques complètent le podium.
Le Giir di Mont offre un duel serré entre l'Érythréen Petro Mamu et l'Italien Cristian Minoggio. Les deux hommes s'échangent la tête de course à plusieurs reprises sans pouvoir faire la différence. Petro Mamu parvient à prendre une courte longueur d'avance dans la descente finale pour s'imposer en 3 h 11 min 29 s, treize secondes devant Cristian Minoggio. L'Italien Mattia Gianola complète le podium.

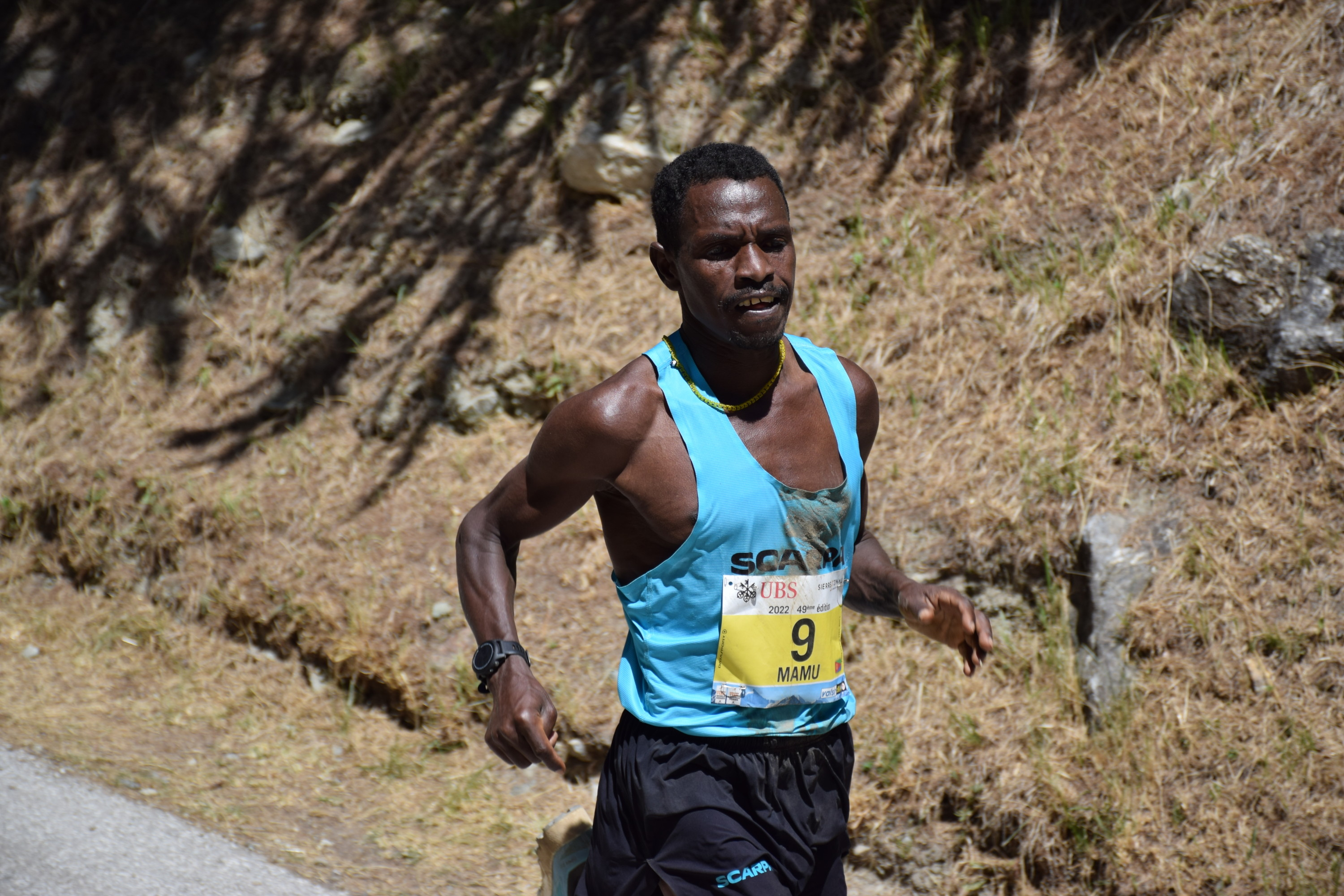
Petro Mamu à Sierre-Zinal.

Annoncé comme grand favori pour remporter sa dixième victoire à Sierre-Zinal, l'Espagnol Kílian Jornet voit cependant un groupe de Kényans formé par Mark Kangogo, Patrick Kipngeno et Philemon Kiriago prendre les commandes de la course. Tandis que Philemon Kiriago finit par lever le pied, Mark Kangogo file en tête, suivi par Patrick Kipngeno et Kílian Jornet qui ne peut suivre qu'à distance. Mark Kangogo dicte son rythme jusqu'à l'arrivée pour s'offrir la victoire. Patrick Kipngeno qui n'avait jamais couru une distance aussi longue se voit doubler dans la descente finale par l'Espagnol Andreu Blanes, auteur d'une impressionnante remontée. Kílian Jornet se fait voler la quatrième place par l'Érythréen Petro Mamu dans le sprint final.
Fort de son podium à Sierre-Zinal, l'Espagnol Andreu Blanes prend un départ très rapide au Trophée Nasego. Ne parvenant pas à tenir son rythme soutenu, il est rapidement rattrapé et doublé par les Kényans Patrick Kipngeno et Philemon Ombogo Kiriago. L'Espagnol chute alors dans le peloton et Petro Mamu récupère la troisième place. Les deux Kényans poursuivent leur domination en tête. Patrick Kipngeno établit un nouveau record du parcours en 1 h 30 min 46 s. Il décroche sa sixième victoire de la saison et s'installe solidement en tête du classement général.
Le Kényan Philemon Ombogo Kiriago s'élance en tête de la course Canfranc-Canfranc 16K, suivi de près par le Français Loïc Robert. Derrière eux, un petit groupe de poursuivants mené par l'Espagnol Raúl Criado suit à distance. Dans la descente, Loïc Robert lance son attaque et parvient à doubler Philemon Ombogo Kiriago. Ce dernier tente de reprendre la tête mais le Français parvient à s'imposer avec 42 secondes d'avance. Raúl Criado effectue également une bonne descente et parvient à réduire son écart. Il termine sur la troisième marche du podium à moins de deux minutes du Français.
Très en forme après avoir remporté le kilomètre vertical d'Anboto la veille, le Français Loïc Robert s'élance en tête sur le Zumaia Flysch Trail Maratoia Erdia. Il domine la course et s'impose en 1 h 28 min 41 s, signant un nouveau record du parcours. Derrière lui, l'Espagnol Raúl Criado Sánchez ne peut que suivre à distance. Il s'assure de la deuxième place devant son compatriote Hassan Ait Chaou Grâce à ses deux victoires d'affilée, le Français bondit à la deuxième place du classement Long. Petro Mamu remporte le classement, étant hors de portée grâce à ses 105 points.
Début octobre, le Kényan Mark Kangogo est suspendu pour dopage. Il est déchu de sa victoire à Sierre-Zinal qui revient à l'Espagnol Andreu Blanes. Les classements Long et général sont revus en conséquence mais les premières places ne changent pas.
- Silver (20 points au vainqueur)
- Gold (50 points au vainqueur)

| Course                             | Vainqueur                 | Deuxième                | Troisième           |
| ---------------------------------- | ------------------------- | ----------------------- | ------------------- |
| Seven Sisters Skyline              | Ruairí Long               | Paddy O'Leary           | Shaun Stewart       |
| One Hundred Douro Paiva            | Germano Figueira          | Ricardo Rodrigues       | Alexandre Blasques  |
| Giir di Mont                       | Petro Mamu                | Cristian Minoggio       | Mattia Gianola      |
| Sierre-Zinal                       | Andreu Blanes             | Patrick Kipngeno        | Petro Mamu          |
| Andes Race                         | José Manuel Quispe Mallma | Jhosep Mamani Palomino  | Néstor Quispe Ortiz |
| Trophée Nasego                     | Patrick Kipngeno          | Philemon Ombogo Kiriago | Petro Mamu          |
| Canfranc-Canfranc 16K              | Loïc Robert               | Philemon Ombogo Kiriago | Raúl Criado Sánchez |
| Zumaia Flysch Trail Maratoia Erdia | Loïc Robert               | Raúl Criado Sánchez     | Hassan Ait Chaou    |

#### Femmes
L'Américaine Olivia Amber s'empare la première des commandes de la course de la Seven Sisters Skyline. Elle distancie rapidement ses rivales et s'envole littéralement vers la victoire signant un nouveau record du parcours en 4 h 7 min 36 s. Derrière elle, sa compatriote Kathryn O'Reagan et l'Irlandaise Sarah Brady assurent chacune leur place sur le podium.
Sans réelle concurrence, la favorite locale Sandra Ferreira mène le groupe de tête lors de la course One Hundred Douro Paiva. Elle se détache en tête et s'impose avec huit minutes d'avance sur ses concurrentes. Andreia Correia et Patrícia Ribeiro complètent le podium.
L'Américaine Hillary Gerardi prend la première les commandes de la course du Giir di Mont pour sa première participation. La Kényane Lucy Wambui Murigi et l'Italienne Elisa Desco la suivent de près. À mi-parcours, Lucy Wambui Murigi passe en tête puis se fait rattraper et finalement doubler par Elisa Desco qui s'offre la victoire. Hillary Gerardi termine la course en troisième place.

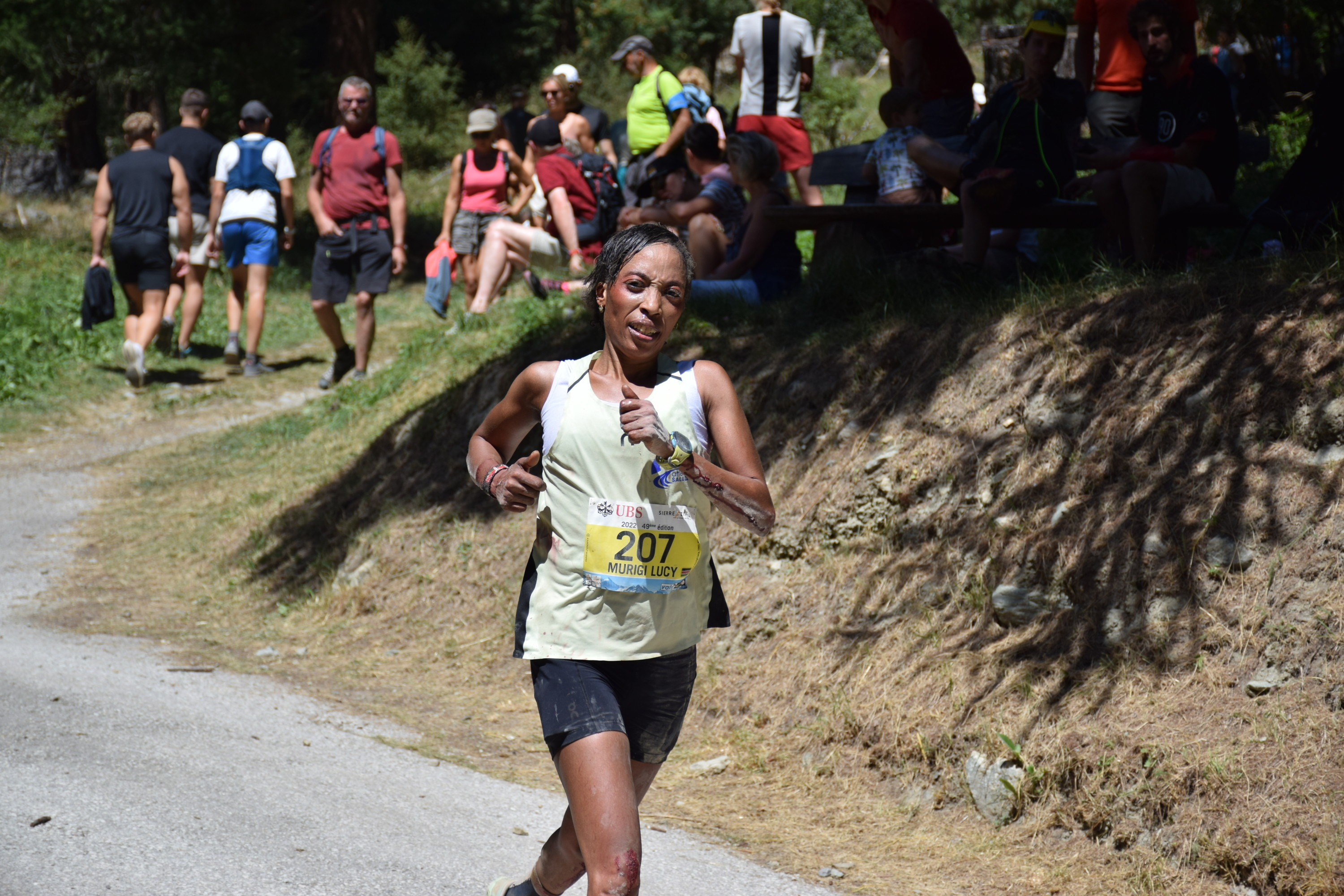
Lucy Wambui Murigi à Sierre-Zinal.

En lice pour sa quatrième victoire à Sierre-Zinal, la Suissesse Maude Mathys voit la Kényane Esther Chesang la devancer dans la première montée. Cette dernière s'installe confortablement en tête sur un rythme élevé. Une autre Kényane, Philaries Kisang victorieuse à Thyon-Dixence la semaine précédente, suit de près Maude Mathys dans la première partie de course. La Suissesse fait ensuite parler son expérience pour rattraper son retard sur Esther Chesang en seconde partie de course mais échoue finalement pour trente secondes et doit se contenter de la deuxième place. Philaries Kisang complète le podium.
Les Kényanes Lucy Wambui Murigi et Joyce Muthoni Njeru ainsi que la Roumaine Mădălina Florea s'emparent des commandes de la course du Trophée Nasego. Elles sont suivies par un groupe de poursuivantes formé par Andrea Mayr, Camilla Magliano et Lauren Gregory. Au kilomètre 14, l'Autrichienne parvient à reprendre la tête de course et fonce vers la victoire, suivie par Joyce Muthoni Njeru. Mădălina Florea se voit menacer par Lauren Gregory pour la troisième marche du podium qui se joue au sprint final à l'avantage de l'Américaine.
Deux jours après sa victoire sur la Vertical, Joyce Muthoni Njeru domine également la course Canfranc-Canfranc 16K. Larguant ses adversaires, elle s'impose aisément et s'assure mathématiquement de son deuxième titre, étant devenue inatteignable au classement général. Derrière elle, l'Italienne Camilla Magliano tente de la suivre mais doit la laisser filer et s'assure de la deuxième place. L'Espagnole Laia Montoya complète le podium.
La Kényane Lucy Wambui Murigi prend les commandes du Zumaia Flysch Trail Maratoia Erdia. Elle impose son rythme en tête pour remporter la victoire. Derrière elle, l'Espagnole Oihana Kortazar et l'Italienne Camilla Magliano luttent pour la deuxième place. L'Espagnole tire avantage de la connaissance du terrain pour prendre l'avantage décisif et terminer deuxième. Grâce à sa victoire, Lucy Wambui Murigi remporte le classement Long devant sa compatriote Joyce Muthoni Njeru. l'Italienne Camilla Magliano doit se contenter de la troisième place pour seulement deux points derrière Joyce Muthoni Njeru.
- Silver (20 points au vainqueur)
- Gold (50 points au vainqueur)

| Course                             | Vainqueur                 | Deuxième                 | Troisième             |
| ---------------------------------- | ------------------------- | ------------------------ | --------------------- |
| Seven Sisters Skyline              | Olivia Amber              | Kathryn O'Reagan         | Sarah Brady           |
| One Hundred Douro Paiva            | Sandra Ferreira           | Andreia Correia          | Patrícia Ribeiro      |
| Giir di Mont                       | Elisa Desco               | Lucy Wambui Murigi       | Hillary Gerardi       |
| Sierre-Zinal                       | Esther Chesang            | Maude Mathys             | Philaries Kisang      |
| Andes Race                         | Katia Maraus Sullca Amata | Trinidad Ortiz Aguirre   | Sofia Chirinos Quispe |
| Trophée Nasego                     | Andrea Mayr               | Joyce Muthoni Njeru      | Lauren Gregory        |
| Canfranc-Canfranc 16K              | Joyce Muthoni Njeru       | Camilla Magliano         | Laia Montoya García   |
| Zumaia Flysch Trail Maratoia Erdia | Lucy Wambui Murigi        | Oihana Kortazar Aranzeta | Camilla Magliano      |

### Résultats détaillés Classique

#### Hommes
En l'absence du favori Henri Aymonod, blessé, le Kényan Patrick Kipngeno s'empare le premier des commandes de la Montemuro Vertical Run, suivi par un groupe de poursuivants composé entre autres de l'Irlandais Zak Hanna, du Tchèque Marek Chrascina et de l'Italien Andrea Rostan. Patrick Kipngeno continue sur son rythme soutenu et file vers la victoire. Zak Hanna parvient à se détacher du groupe pour s'assurer de la deuxième place. L'Italien Andrea Rostan parvient à accélérer en fin de course pour s'offrir la troisième marche du podium.
Le Kényan Patrick Kipngeno poursuit sur sa lancée et domine la course de montagne du Grossglockner de bout en bout pour s'offrir la victoire. La deuxième place fait l'objet d'une lutte acharnée entre la jeune recrue de l'équipe autrichienne run2gether Philemon Ombogo Kiriago et l'Érythréen Petro Mamu. Le Kényan parvient à décrocher la deuxième place au sprint final pour deux secondes.
Patrick Kipngeno s'illustre à nouveau sur la manche suivante en prenant les commandes de la montée du Nid d'Aigle. Son compatriote Philemon Ombogo Kiriago l'accompagne jusqu'au kilomètre 7 où Patrick Kipngeno s'envole en tête pour s'imposer en 1 h 38 min 54 s, battant de plus de cinq minutes le record du parcours détenu par l'Italien Xavier Chevrier. Le Français Théodore Klein complète le podium.
Le semi-marathon de Krkonoše accueille les championnats de Tchéquie de course en montagne longue distance. En l'absence de concurrence internationale, le grand favori de l'épreuve est le tenant du titre Marek Chrascina. Malheureusement, ce dernier doit jeter l'éponge en raison d'une blessure. La tête de course se joue alors entre le spécialiste de la piste Viktor Šinágl et le champion de Tchéquie de course en montagne 2011 Vít Pavlišta. Les deux hommes se font alors surprendre par la remontée de Matěj Zima qui s'envole vers la victoire et le titre. Vít Pavlišta fait parler son expérience pour terminer deuxième devant Viktor Šinágl.
Le favori local Timotej Bečan s'élance en tête de la course de Šmarna Gora, menant un petit groupe composé des Kényans Lengen Lolkurraru, Michael Selelo Saoli et du Britannique Jacob Adkin. Porté par son public, le Slovène se détache en tête et file vers la victoire. Victime d'une entorse à la cheville, Jacob Adkin ralentit et laisse les Kényans s'emparer des deux autres marches du podium. Absent en Slovénie, Patrick Kipngeno remporte le classement Classique grâce à ses trois victoires en début de saison.
- Silver (20 points au vainqueur)
- Gold (50 points au vainqueur)

| Course                              | Vainqueur        | Deuxième                | Troisième            |
| ----------------------------------- | ---------------- | ----------------------- | -------------------- |
| Montemuro Vertical Run              | Patrick Kipngeno | Zak Hanna               | Andrea Rostan        |
| Course de montagne du Grossglockner | Patrick Kipngeno | Philemon Ombogo Kiriago | Petro Mamu           |
| Montée du Nid d'Aigle               | Patrick Kipngeno | Philemon Ombogo Kiriago | Théodore Klein       |
| Semi-marathon de Krkonoše           | Matěj Zima       | Vít Pavlišta            | Viktor Šinágl        |
| Course de Šmarna Gora               | Timotej Bečan    | Lengen Lolkurraru       | Michael Selelo Saoli |

#### Femmes
Grande favorite au départ de la Montemuro Vertical Run, la Kényane Joyce Muthoni Njeru assume son rôle et mène la course sur un rythme soutenu. Elle est suivie de près par la Finlandaise Susanna Saapunki. Un groupe de poursuivantes comprenant plusieurs coureuses italiennes suit à distance. Joyce Muthoni Njeru continue sur son rythme pour s'offrir la victoire, devant Susanna Saapunki. Camilla Magliano parvient à faire la différence pour larguer ses adversaires et compléter le podium.
La Kényane Joyce Muthoni Njeru démontre son statut de favorite en menant la course de montagne du Grossglockner de bout en bout pour s'offrir la victoire. Derrière elle, sa compatriote Lucy Wambui Murigi assure la deuxième place. La Tchèque Adéla Stránská parvient à tirer son épingle du jeu pour s'offrir la troisième marche du podium.
Joyce Muthoni Njeru poursuit sa domination en survolant littéralement la montée du Nid d'Aigle. Menant la course de bout en bout, elle s'impose en 2 h 0 min 31 s, battant de près de six minutes le record féminin détenu par la Française Isabelle Guillot depuis 2006. La Française Blandine L'Hirondel effectue une solide course pour décrocher son premier podium en Coupe du monde. Elle devance l'Italienne Camilla Magliano.
Seulement douze femmes se présentent au départ du semi-marathon de Krkonoše. Hana Švestková Stružková fait étalage de son talent pour s'offrir la victoire et le titre en 1 h 47 min 58 s. Barbora Jíšová et Gabriela Veigertová complètent le podium.
Grande favorite de la course de Šmarna Gora grâce à ses six précédentes victoires, l'Autrichienne Andrea Mayr assume son rôle et domine l'épreuve pour s'offrir sa septième victoire. L'Irlandaise Sarah McCormack effectue une solide course pour terminer deuxième. La Finlandaise Susanna Saapunki complète le podium. Absente en Slovénie, Joyce Muthoni Njeru remporte le classement Classique grâce à ses trois victoires en début de saison.
- Silver (20 points au vainqueur)
- Gold (50 points au vainqueur)

| Course                              | Vainqueur                | Deuxième            | Troisième           |
| ----------------------------------- | ------------------------ | ------------------- | ------------------- |
| Montemuro Vertical Run              | Joyce Muthoni Njeru      | Susanna Saapunki    | Camilla Magliano    |
| Course de montagne du Grossglockner | Joyce Muthoni Njeru      | Lucy Wambui Murigi  | Adéla Stránská      |
| Montée du Nid d'Aigle               | Joyce Muthoni Njeru      | Blandine L'Hirondel | Camilla Magliano    |
| Semi-marathon de Krkonoše           | Hana Švestková Stružková | Barbora Jíšová      | Gabriela Veigertová |
| Course de Šmarna Gora               | Andrea Mayr              | Sarah McCormack     | Susanna Saapunki    |

### Résultats détaillés Vertical

#### Hommes
Le Kényan Patrick Kipngeno continue sa domination en survolant les débats lors de la Giir di Mont Uphill. Il devance son compatriote Philemon Ombogo Kiriago tandis que le Français Sylvain Cachard, récent champion d'Europe de course en montagne, effectue une solide course pour terminer sur la troisième marche du podium.
Grand favori, Patrick Kipngeno domine le Vertical Nasego et s'impose en 33 min 37 s, établissant un nouveau record du parcours. Derrière lui, la seconde place se joue entre son compatriote Philemon Ombogo Kiriago et l'Irlandais Zak Hanna. Ce dernier parvient à prendre l'avantage à mi-course pour terminer deuxième. Premier Italien, Henri Aymonod termine au pied du podium et décroche son troisième titre de champion d'Italie de kilomètre vertical.
Sur l'édition inaugurale du Canfranc-Canfranc Vertical, le Kényan Philemon Ombogo Kiriago s'empare des commandes de la course, suivi de près par l'Irlandais Zak Hanna. Derrière eux, l'Espagnol Daniel Osanz lance son attaque à mi-parcours et prend la tête. Creusant l'écart, il file vers la victoire. Zak Hanna parvient à surprendre Philemon Ombogo Kiriago en fin de course pour terminer deuxième.
Revenu à la compétition après une blessure à la cheville, puis après avoir été infecté par le Covid-19, le Britannique Jacob Adkin crée la surprise en battant les favoris locaux sur le kilomètre vertical Chiavenna-Lagùnc, démontrant une bonne forme. Le skieur-alpiniste Matteo Eydallin termine deuxième à douze secondes derrière le Britannique mais devant le grand favori Henri Aymonod. Cinquième, l'Irlandais Zak Hanna ne parvient pas à détrôner le Kényan Patrick Kipngeno, absent de la finale, qui remporte le classement Vertical grâce à ses deux victoires. Ce dernier remporte en outre le classement général grâce à un score quasiment parfait de six victoires.
- Silver (20 points au vainqueur)
- Gold (50 points au vainqueur)

| Course                              | Vainqueur            | Deuxième                | Troisième               |
| ----------------------------------- | -------------------- | ----------------------- | ----------------------- |
| Giir di Mont Uphill                 | Patrick Kipngeno     | Philemon Ombogo Kiriago | Sylvain Cachard         |
| Vertical Nasego                     | Patrick Kipngeno     | Zak Hanna               | Philemon Ombogo Kiriago |
| Canfranc-Canfranc Vertical          | Daniel Osanz Laborda | Zak Hanna               | Philemon Ombogo Kiriago |
| Kilomètre vertical Chiavenna-Lagùnc | Jacob Adkin          | Matteo Eydallin         | Henri Aymonod           |

#### Femmes
La Kényane Joyce Muthoni Njeru mène les débats lors de la Giir di Mont Uphill. Elle doit cependant résister à la remontée de l'Autrichienne Andrea Mayr en fin de course qui termine avec moins de vingt secondes de retard. La Roumaine Mădălina Florea crée la surprise en battant les favorites locales pour terminer sur la troisième marche du podium.
Tenante du titre, l'Autrichienne Andrea Mayr mène le Vertical Nasego de bout en bout pour s'offrir sa troisième victoire de l'épreuve italienne. Elle devance la Roumaine Mădălina Florea qui s'assure la deuxième place. La troisième marche du podium fait l'objet d'une lutte serrée entre Joyce Muthoni Njeru et l'Italienne Valentina Belotti. Revenue à la compétition après une pause de trois mois, cette dernière parvient à faire la différence pour monter sur le podium et remporter son sixième titre de championne d'Italie de kilomètre vertical.
Grande favorite, la Kényanne Joyce Muthoni Njeru domine le Canfranc-Canfranc Vertical de bout en bout pour s'offrir la victoire. Derrière elle, l'Espagnole Naiara Irigoyen ne lui laisse pas de répit et parvient à suivre le rythme pour terminer deuxième à moins de trente secondes. Sa compatriote Laia Montoya parvient à devancer l'Italienne Camilla Magliano pour terminer sur la troisième marche du podium.
L'Autrichienne Andrea Mayr fait étalage de son talent au kilomètre vertical Chiavenna-Lagùnc. Elle s'impose aisément, devançant de plus de deux minutes ses plus proches poursuivantes. Elle remporte ainsi le classement Vertical. Scout Adkin réalise une excellente course pour terminer deuxième devant l'Italienne Elisa Sortini. Absente de la finale, la Kényane Joyce Muthoni Njeru remporte le classement général grâce à un score quasiment parfait de six victoires. Elle termine en outre deuxième du classement Vertical.
- Silver (20 points au vainqueur)
- Gold (50 points au vainqueur)

| Course                              | Vainqueur           | Deuxième               | Troisième           |
| ----------------------------------- | ------------------- | ---------------------- | ------------------- |
| Giir di Mont Uphill                 | Joyce Muthoni Njeru | Andrea Mayr            | Mădălina Florea     |
| Vertical Nasego                     | Andrea Mayr         | Mădălina Florea        | Valentina Belotti   |
| Canfranc-Canfranc Vertical          | Joyce Muthoni Njeru | Naiara Irigoyen Indave | Laia Montoya García |
| Kilomètre vertical Chiavenna-Lagùnc | Andrea Mayr         | Scout Adkin            | Elisa Sortini       |

## Classements

### Général

#### Hommes
| Rang          | Nom                     | Course 1 | Course 2 | Course 3 | Course 4 | Course 5 | Course 6 | Course 7 | Course 8 | Course 9 | Course 10 | Course 11 | Course 12 | Course 13 | Course 14 | Course 15 | Course 16 | Course 17 | Points |
| ------------- | ----------------------- | -------- | -------- | -------- | -------- | -------- | -------- | -------- | -------- | -------- | --------- | --------- | --------- | --------- | --------- | --------- | --------- | --------- | ------ |
| Médaille d'or | Patrick Kipngeno        |          | 50       |          | 50       | 50       | 50       |          |          | 40       |           | 50        | 50        |           |           |           |           |           | 300    |
| 2             | Philemon Ombogo Kiriago |          |          |          | 40       | 40       | 40       |          |          | 20       |           | 30        | 40        | 40        | 30        |           |           |           | 230    |
| 3             | Zak Hanna               |          | 40       |          | 4        | 8        | 20       |          |          |          |           | 40        |           |           | 40        |           |           | 25        | 173    |
| 4             | Petro Mamu              |          |          |          | 30       |          |          | 50       |          | 30       |           |           | 30        |           |           |           |           | 23        | 163    |
| 5             | Loïc Robert             |          |          |          |          |          |          |          |          | 0        |           |           |           | 50        | 25        |           | 50        |           | 125    |
| 6             | Raúl Criado Sánchez     |          |          |          |          |          |          | 6        |          |          |           |           | 4         | 30        | 18        |           | 40        |           | 98     |

#### Femmes
| Rang          | Nom                    | Course 1 | Course 2 | Course 3 | Course 4 | Course 5 | Course 6 | Course 7 | Course 8 | Course 9 | Course 10 | Course 11 | Course 12 | Course 13 | Course 14 | Course 15 | Course 16 | Course 17 | Points |
| ------------- | ---------------------- | -------- | -------- | -------- | -------- | -------- | -------- | -------- | -------- | -------- | --------- | --------- | --------- | --------- | --------- | --------- | --------- | --------- | ------ |
| Médaille d'or | Joyce Muthoni Njeru    |          | 50       |          | 50       | 50       | 50       |          |          | 0        |           | 25        | 40        | 50        | 50        |           |           |           | 300    |
| 2             | Andrea Mayr            |          |          |          |          |          | 40       |          |          |          |           | 50        | 50        |           |           | 20        |           | 55        | 215    |
| 3             | Lucy Wambui Murigi     |          |          |          | 40       | 20       | 16       | 40       |          | 16       |           |           | 20        |           |           |           | 50        | 11        | 186    |
| 4             | Camilla Magliano       |          | 30       |          | 20       | 30       | 12       |          |          | 2        |           | 18        | 18        | 40        | 25        |           | 30        | 23        | 178    |
| 5             | Monica Mădălina Florea |          |          |          |          |          | 30       |          |          |          |           | 40        | 25        |           |           |           |           |           | 95     |
| 6             | Charlotte Cotton       |          | 12       |          | 6        |          |          |          |          |          |           |           |           | 10        | 18        |           | 25        | 7         | 78     |

### Long
| Rang          | Nom                     | Course 1 | Course 2 | Course 3 | Course 4 | Course 5 | Course 6 | Course 7 | Course 8 | Points |
| ------------- | ----------------------- | -------- | -------- | -------- | -------- | -------- | -------- | -------- | -------- | ------ |
| Médaille d'or | Petro Mamu              |          |          | 50       | 30       |          | 30       |          |          | 110    |
| 2             | Loïc Robert             |          |          |          | 0        |          |          | 50       | 50       | 100    |
| 3             | Philemon Ombogo Kiriago |          |          |          | 20       |          | 40       | 40       |          | 100    |

| Rang          | Nom                 | Course 1 | Course 2 | Course 3 | Course 4 | Course 5 | Course 6 | Course 7 | Course 8 | Points |
| ------------- | ------------------- | -------- | -------- | -------- | -------- | -------- | -------- | -------- | -------- | ------ |
| Médaille d'or | Lucy Wambui Murigi  |          |          | 40       | 15       |          | 20       |          | 50       | 110    |
| 2             | Joyce Muthoni Njeru |          |          |          | 0        |          | 40       | 50       |          | 90     |
| 3             | Camilla Magliano    |          |          |          | 2        |          | 18       | 40       | 30       | 88     |

### Classique
| Rang          | Nom                     | Course 1 | Course 2 | Course 3 | Course 4 | Course 5 | Points |
| ------------- | ----------------------- | -------- | -------- | -------- | -------- | -------- | ------ |
| Médaille d'or | Patrick Kipngeno        | 50       | 50       | 50       |          |          | 150    |
| 2             | Philemon Ombogo Kiriago |          | 40       | 40       |          |          | 80     |
| 3             | Zak Hanna               | 40       | 4        | 8        |          |          | 52     |

| Rang          | Nom                 | Course 1 | Course 2 | Course 3 | Course 4 | Course 5 | Points |
| ------------- | ------------------- | -------- | -------- | -------- | -------- | -------- | ------ |
| Médaille d'or | Joyce Muthoni Njeru | 50       | 50       | 50       |          |          | 150    |
| 2             | Camilla Magliano    | 30       | 20       | 30       |          |          | 80     |
| 3             | Lucy Wambui Murigi  |          | 40       | 20       |          |          | 60     |

### Vertical
| Rang          | Nom                     | Course 1 | Course 2 | Course 3 | Course 4 | Points |
| ------------- | ----------------------- | -------- | -------- | -------- | -------- | ------ |
| Médaille d'or | Patrick Kipngeno        | 50       | 50       |          |          | 100    |
| 2             | Zak Hanna               | 20       | 40       | 40       | 20       | 100    |
| 3             | Philemon Ombogo Kiriago | 40       | 30       | 30       |          | 100    |

| Rang          | Nom                    | Course 1 | Course 2 | Course 3 | Course 4 | Points |
| ------------- | ---------------------- | -------- | -------- | -------- | -------- | ------ |
| Médaille d'or | Andrea Mayr            | 40       | 50       |          | 50       | 140    |
| 2             | Joyce Muthoni Njeru    | 50       | 25       | 50       |          | 125    |
| 3             | Monica Mădălina Florea | 30       | 40       |          |          | 70     |